# Серая куропатка
Се́рая куропа́тка (лат. Perdix perdix) — широко распространённый вид из рода куропаток. Трудноотличим от другого вида, бородатой куропатки. Объект охоты.

## Происхождение и эволюция
По ископаемым остаткам известны два доисторических вида — Perdix palaeoperdix и Perdix margaritae. Perdix palaeoperdix был распространён по всей Южной Европе в раннем и позднем плейстоцене и составлял важную часть рациона кроманьонцев и неандертальцев. Филогенетическое положение этого вида и серой куропатки недостаточно ясно. Хотя они, несомненно, имели внешнее сходство, серая куропатка, скорее, не произошла от этого плейстоценового таксона, и оба вида следует рассматривать в качестве сестринских. Perdix margaritae известна из позднего плиоцена Забайкалья и Северной Монголии — этот вид также не может считаться предковым для современных Perdix perdix и Perdix dauuricae.

## Общая характеристика
Имеет тело округлой формы, общая длина 28—32 см. Клюв и ноги тёмного цвета. Верхняя часть оперения рябая, коричневого цвета, бока и хвост рыжие. Шпоры на ногах отсутствуют. Половые различия сводятся лишь к тому, что самки окрашены бледнее, чем самцы.

## Распространение

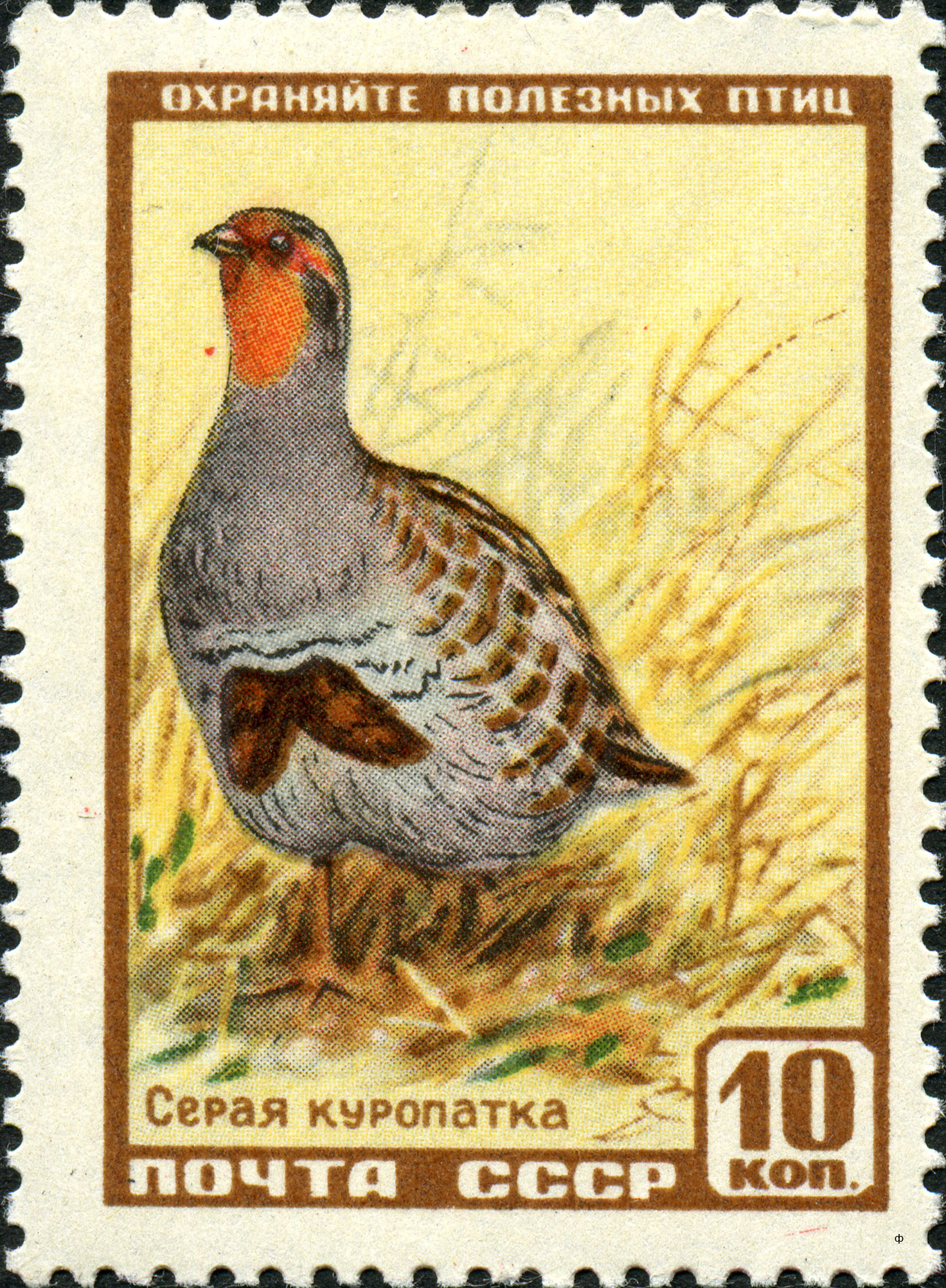
Серая куропатка на почтовой марке СССР 1957 года

Обитают в умеренной зоне Евразии. Населяет почти всю Европу, Малую Азию, Казахстан и юг Западной Сибири, от Британских островов и Скандинавии до Алтая и Тувы. В Туранской низменности южнее низовьев Сырдарьи отсутствует. В Скандинавии и Финляндии проникает к северу до 66° с. ш., в Карелии до 65-й параллели. На Среднем Урале северная граница проходит в районах Красноуфимска и Екатеринбурга, а в Западной Сибири — в области 57-й параллели. К востоку серая куропатка доходит до Алтая, Тувы, западной Джунгарии и нижнего течения реки Или. На меридиане Ташкента её ареал почти достигает 40° с. ш.
Живёт в разных биотопах: в разнотравных степях с кустарниками и лесными колками, на равнинах и в долинах рек, в лесостепях, на хлебных полях и по залежам, по лесным вырубкам, на опушках лесов, по оврагам, заросшим кустарником, реже по вересковым пустошам, в бугристых песках с зарослями ивы или тамариска. В горных местностях держится в предгорьях, на полях в лесном поясе и поднимается до субальпийских лугов.
Серая куропатка интродуцирована в США и Канаду.

## Образ жизни
Являются оседлыми птицами, живут на открытой местности. Питаются разнообразными семенами, иногда насекомыми. Гнёзда устраивают на земле в виде выстланных углублений, расположенных в укромных местах. Вся жизнь птицы проходит приблизительно на одной территории. Только нехватка пропитания заставляет её покидать обжитые участки и отправиться на поиски пропитания. Подобные миграции она переносит нелегко, вынужденные переселения превращают серую куропатку в очень пугливую птицу.
Голос самца — громкое «кукаре́ку», похожее на крик петуха, а самки — квохтанье.

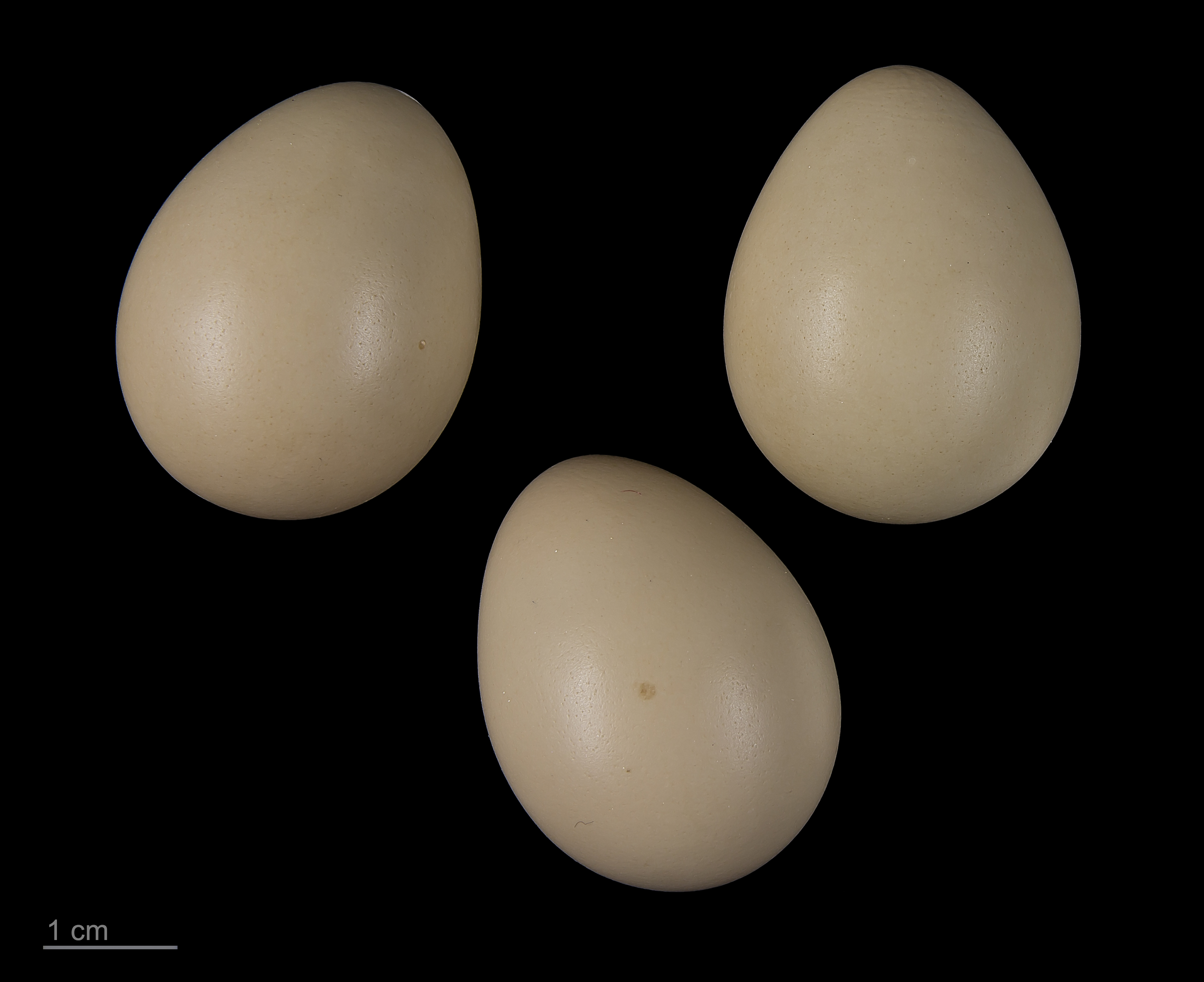
Яйца Perdix perdix — Тулузский музей

Зимой переселяется к населенным местам, ночует во дворах, у построек, а также в кустах или у подножия барханов и холмов, собравшись тесной стайкой на снегу с подветренной стороны.
Летает птица редко, только если ей угрожает опасность и в случае пополнения запасов еды. В основном большую часть времени проводит на земле, густая растительность из трав и кустарников служит ей защитой от хищников. У куропатки развитые мышцы ног, поэтому она быстро бегает и хорошо преодолевает препятствия.
Зимой и осенью ведет стайный образ жизни. Весной, в период размножения серые куропатки разбиваются на пары. У каждой пары существует свой участок для строительства гнезда.

## В геральдике

Герб Курской области

На гербе Курской области изображены три летящие серые куропатки (серебристого цвета).

## Подвиды

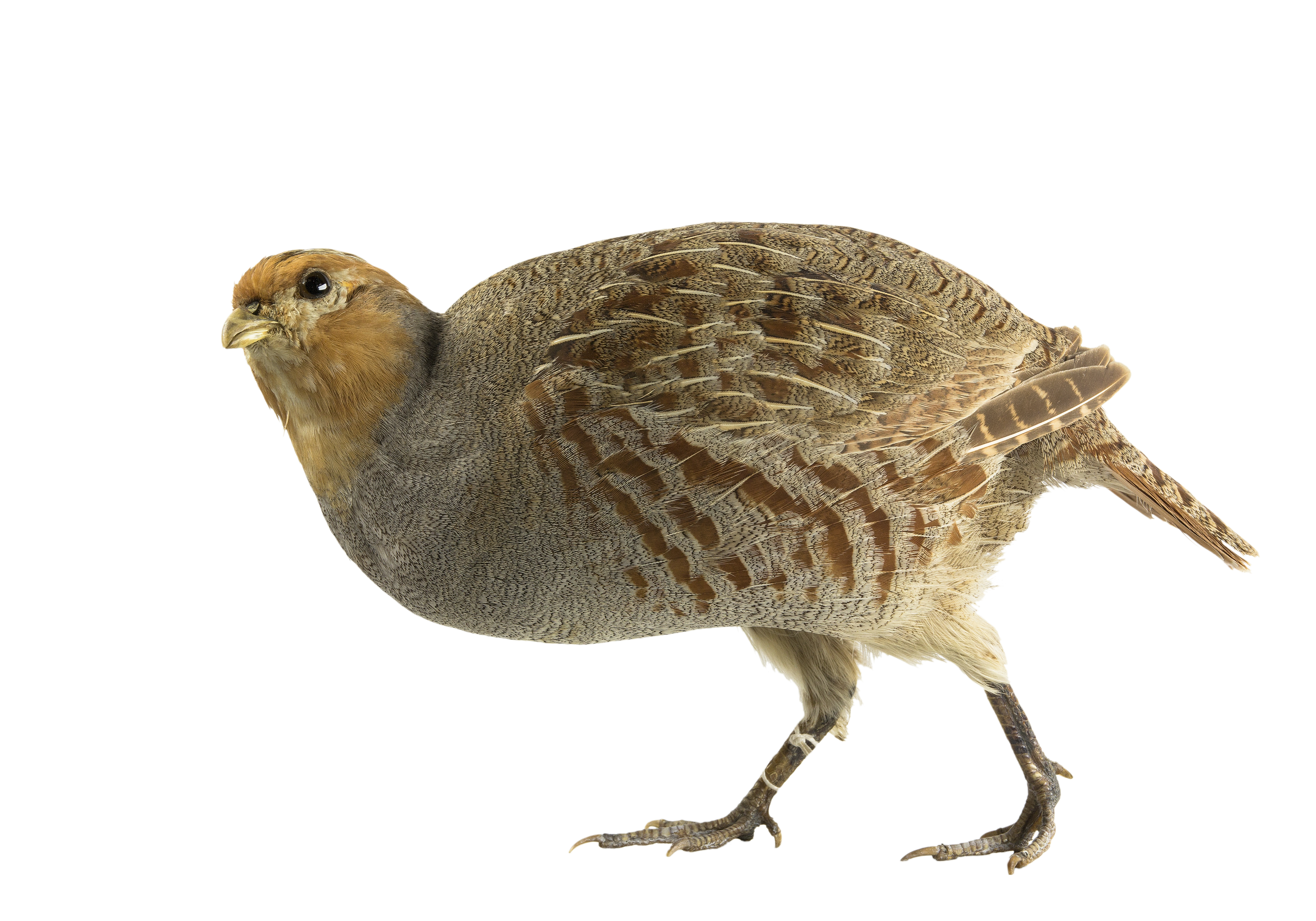
Perdix perdix hispaniensis — Тулузский музей

Международный союз орнитологов выделяет восемь подвидов:* Perdix perdix armoricana Hartert, 1917
- Perdix perdix canescens Buturlin, 1906
- Perdix perdix hispaniensis Reichenow, 1892
- Perdix perdix italica Hartert, 1917
- Perdix perdix lucida (Altum, 1894)
- Perdix perdix perdix (Linnaeus, 1758)
- Perdix perdix robusta Homeyer et Tancré, 1883
- Perdix perdix sphagnetorum (Altum, 1894)